# Mar Interior Ocidental

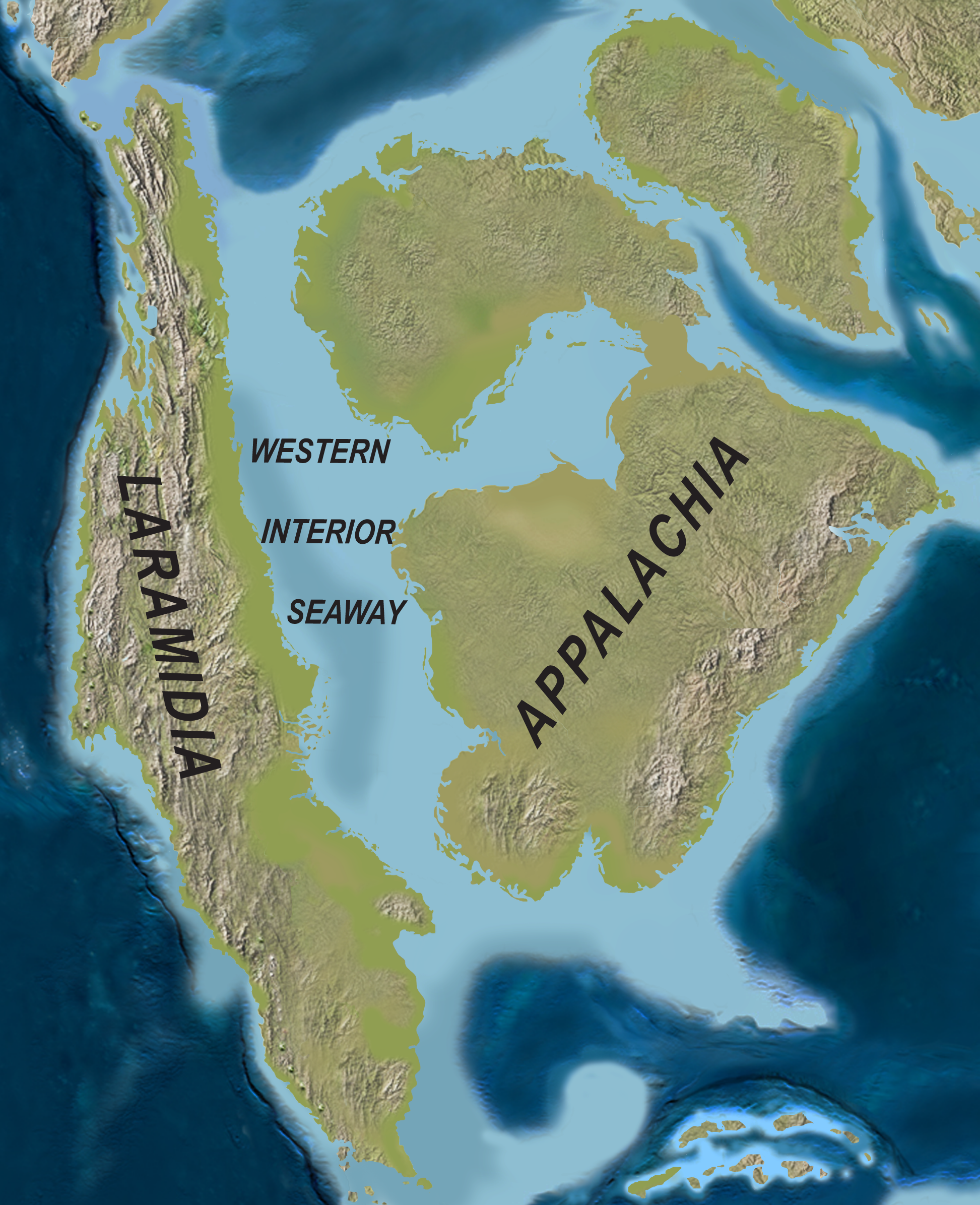
O mar interior ocidental durante o Campaniano.

O Mar Interior Ocidental (também chamado de Mar do Cretáceo, Mar Niobraran, Mar Interior da América do Norte e Via Marítima Interior Ocidental) foi um grande mar interior que existiu durante o período Cretáceo médio a tardio, bem como o Paleogeno inicial, dividindo o continente da América do Norte em duas massas de terra, Laramidia a oeste e Appalachia a leste. O antigo mar se estendia desde o Golfo do México e pelo meio dos países modernos dos Estados Unidos e Canadá, encontrando-se com o Oceano Ártico ao norte. No seu maior, tinha 760 m de profundidade, 970 km de largura e mais de 3 200 km de comprimento. 

## Origem e geologia

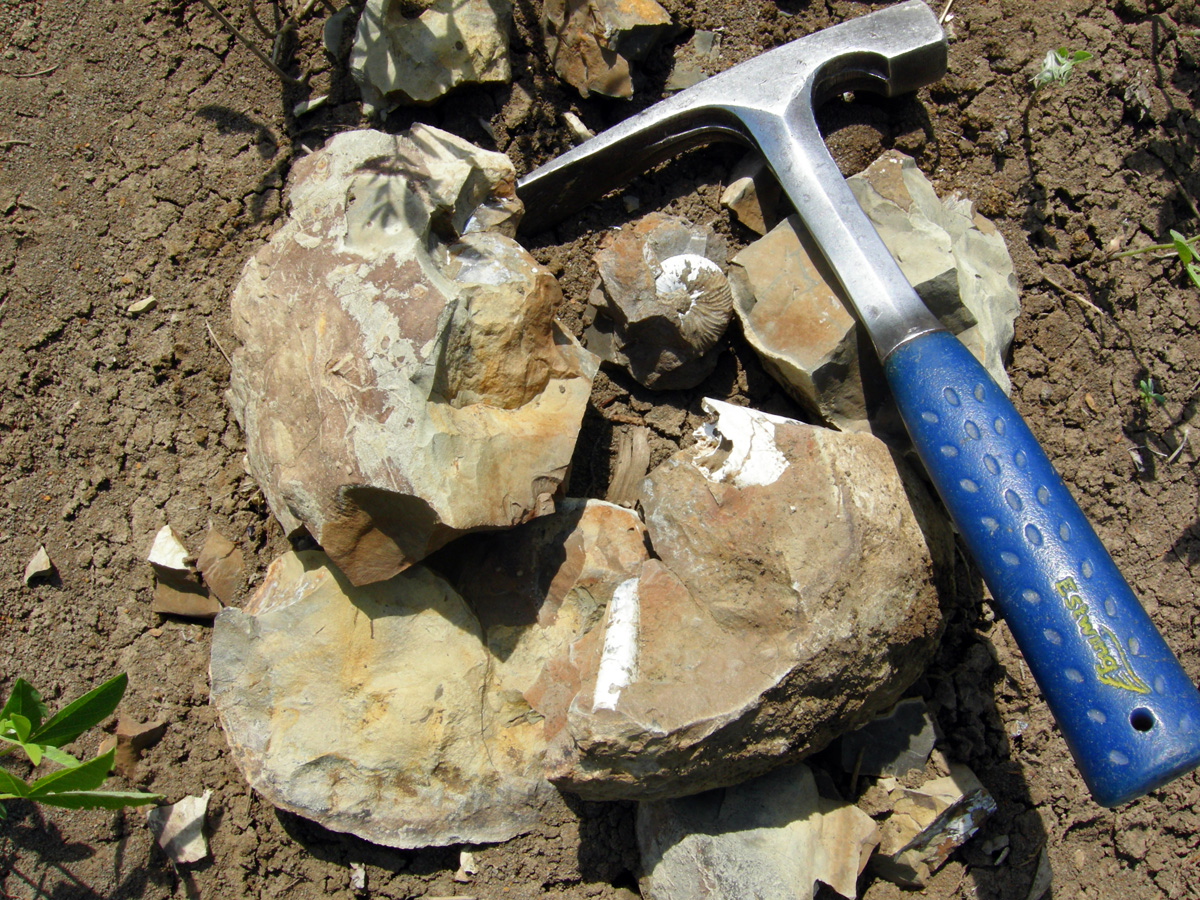
Uma concreção quebrada com fósseis dentro; Formação Pierre, do Cretáceo Superior perto de Ekalaka, Montana.

No final do Cretáceo, a Eurásia e as Américas se separaram ao longo do Atlântico sul e a subducção na costa oeste das Américas começou, resultando na orogenia Laramidia, a fase inicial de crescimento das modernas Montanhas Rochosas. O Mar Interior Ocidental pode ser visto como uma deformação da crosta continental à frente da crescente cadeia de montanhas Laramidia, isto é, as Montanhas Rochosas.
A primeira fase da formação do mar começou em meados do período Cretáceo, quando um braço do Oceano Ártico transgrediu para o sul sobre o oeste da América do Norte; isso formou o Mar de Mowry, assim chamado em referência a Mowry Shale, uma formação rochosa rica em orgânicos. No sul, o Golfo do México era originalmente uma extensão do Mar de Tétis. Com o tempo, a enseada do sul se fundiu com o Mar de Mowry no final do Cretáceo, formando um caminho marítimo "completo", criando ambientes isolados para animais e plantas terrestres.
Os níveis relativos do mar caíram várias vezes, à medida que uma margem de terra subiu temporariamente acima da água ao longo do ancestral Arco Transcontinental, cada vez reunindo as populações terrestres separadas e divergentes, permitindo uma mistura temporária de espécies mais novas antes de separar novamente as populações.
Em seu auge, o Mar Interior Ocidental se estendia das Montanhas Rochosas a leste até os Apalaches, com cerca de 1 000 km de largura. No seu mais profundo, pode ter sido apenas 800 ou 900 metros de profundidade, raso em termos de mares. Duas grandes bacias hidrográficas continentais drenavam para ele de leste e oeste, diluindo suas águas e trazendo recursos em lodo erodido que formavam sistemas de deltas móveis ao longo de suas costas baixas. Havia pouca sedimentação nas margens orientais do mar; o limite ocidental, no entanto, consistia em uma cunha clástica espessa erodida para leste do cinturão orogênico de Sevier. A costa ocidental era, portanto, altamente variável, dependendo das variações do nível do mar e do suprimento de sedimentos.

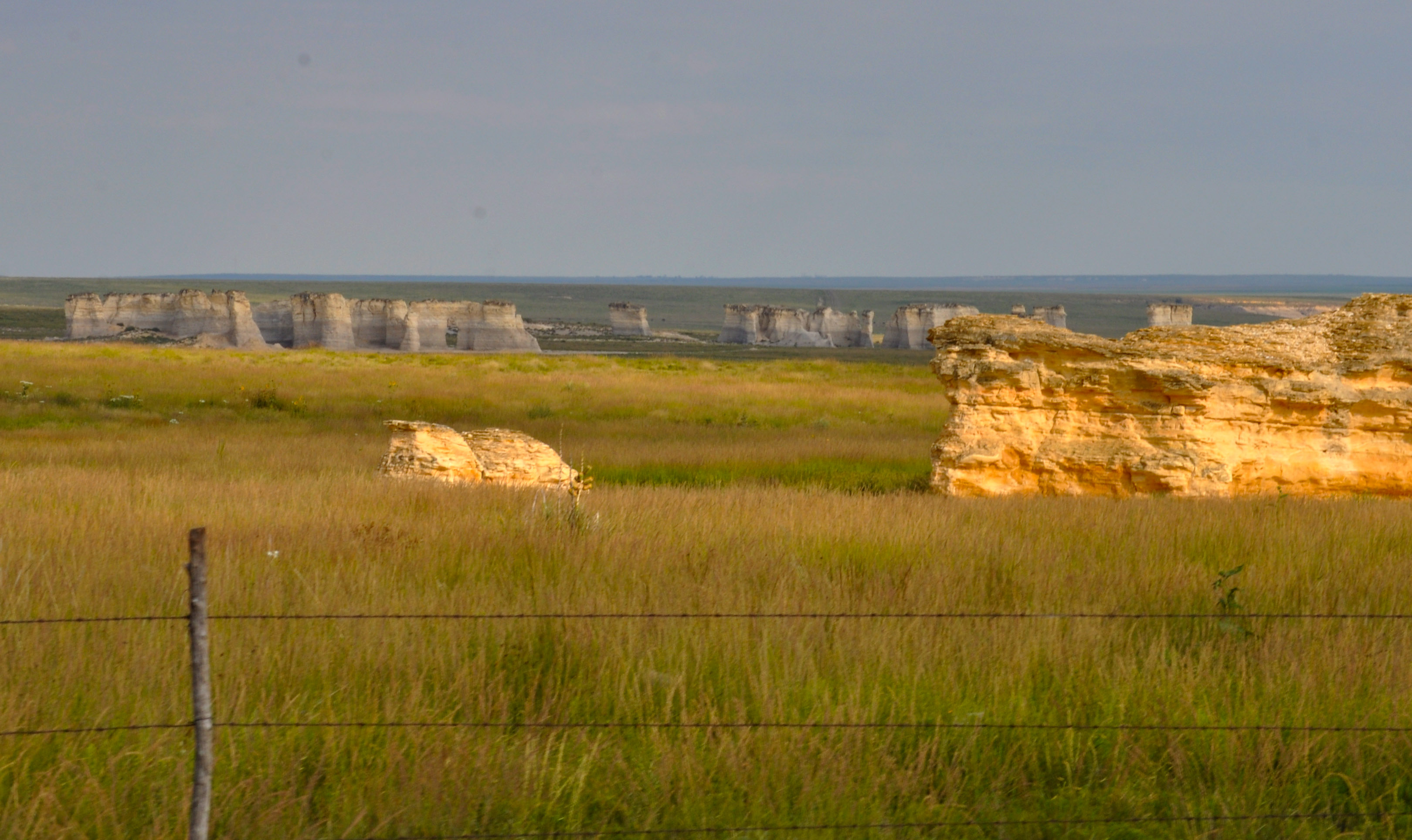
Monument Rocks, localizado a 40 km ao sul de Oakley, Kansas.

A deposição generalizada de carbonato sugere que o mar era quente e tropical, com abundantes algas planctônicas calcárias.  Remanescentes desses depósitos são encontrados no noroeste do Kansas. Um exemplo proeminente é Monument Rocks, uma formação de giz exposta que se eleva a 21 m sobre o terreno circundante. É designado um Marco Natural Nacional e uma das Oito Maravilhas do Kansas. Ele está localizado 40 km ao sul de Oakley, Kansas.
Durante o final do Cretáceo, o Mar Interior Ocidental passou por vários períodos de anoxia, quando a água do fundo estava desprovida de oxigênio e a coluna de água era estratificada.
No final do Cretáceo, a elevação contínua de Laramidia içou os bancos de areia (arenito) e as lagoas salobras lamacentas (folhelho), espessas sequências de siltito e arenito ainda vistas hoje como a Formação Laramie, enquanto as bacias baixas entre elas gradualmente diminuíram. O Mar Interior Ocidental dividiu-se através das Dakotas e recuou para o sul em direção ao Golfo do México. Esta fase regressiva encolhida e final às vezes é chamada de Pierre Seaway.
Durante o início do Paleoceno, partes do Mar Interior Ocidental ainda ocupavam áreas da Embaixada do Mississippi, submergindo o local da atual Memphis. A transgressão posterior, no entanto, foi associada à sequência Cenozóica Tejas, e não ao evento anterior responsável pelo mar.

## Fauna

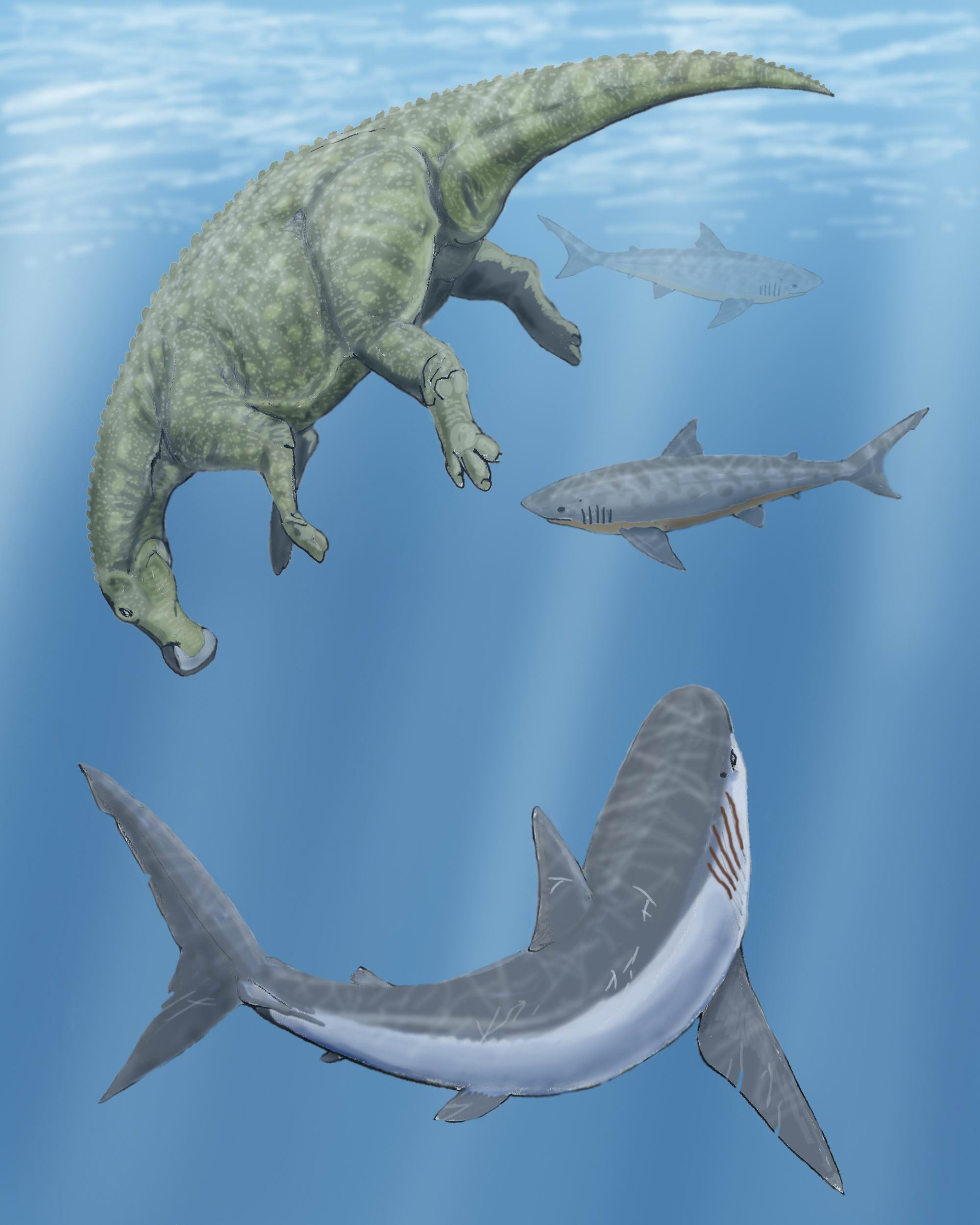
Impressão artística de uma Cretoxyrhina e dois Squalicorax circulando ao redor do corpo morto de um Claosaurus no Mar Interior Ocidental

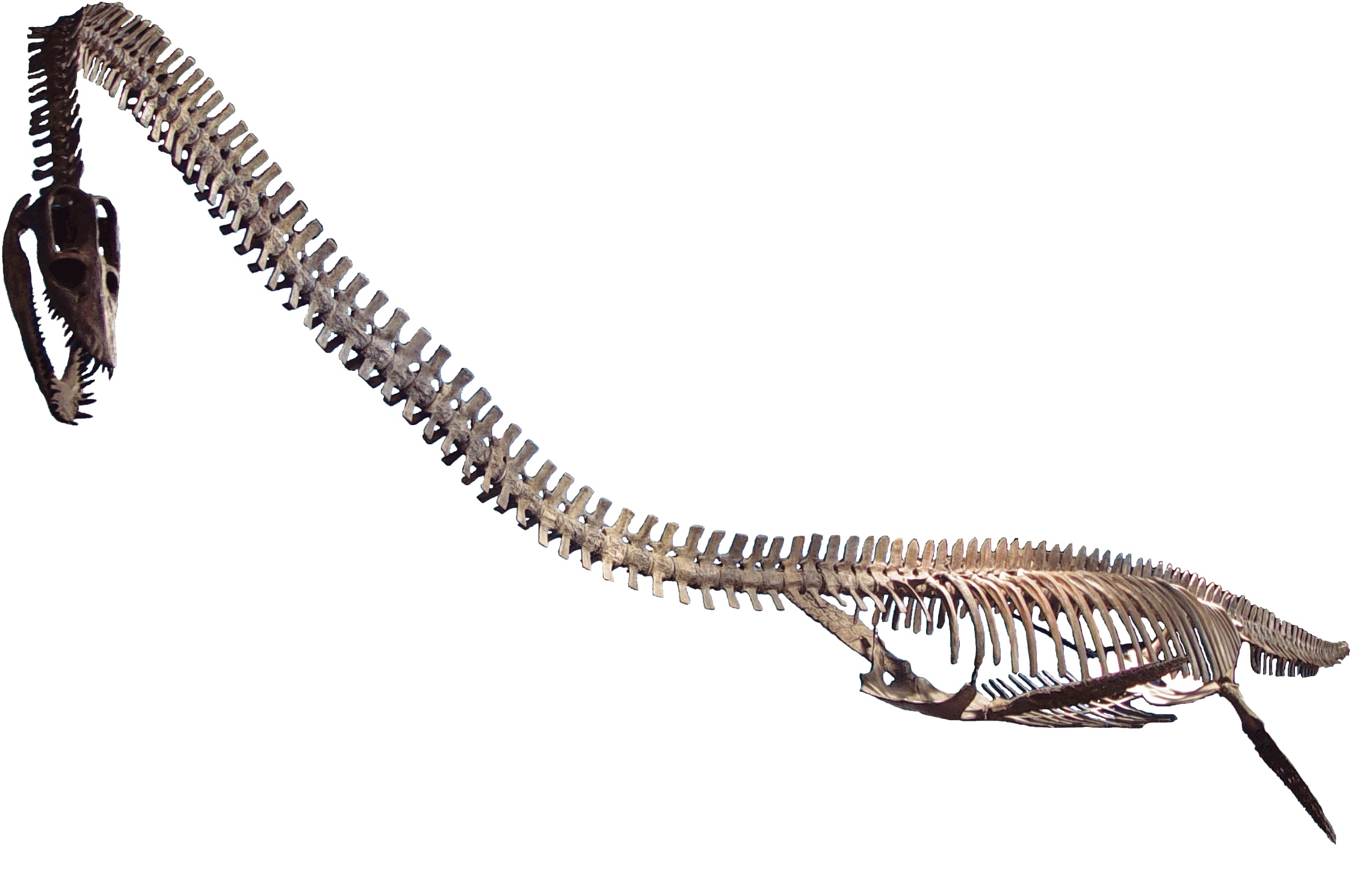
Elasmosaurus platyurus no Rocky Mountain Dinosaur Resource Center em Woodland Park, Colorado

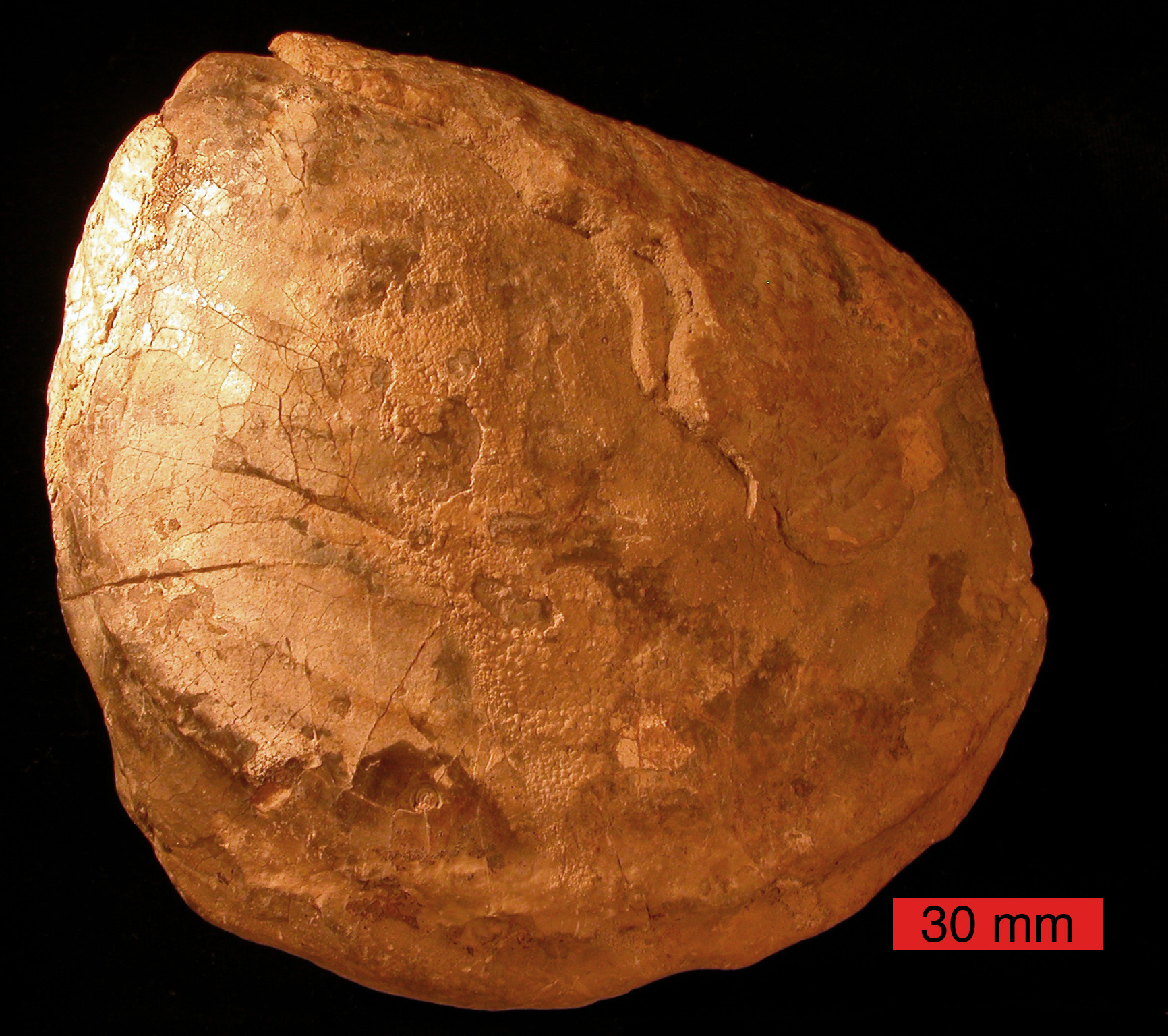
Inoceramus, um antigo bivalve do Cretáceo de Dakota do Sul.

O Mar Interior Ocidental era raso em comparação à mares modernos, mas repleto de vida marinha abundante. Os habitantes do Mar Interior incluíam répteis marinhos predadores, como plesiossauros e mosassauros que cresciam até 18 metros de comprimento. Outra vida marinha incluía tubarões como Squalicorax, Cretoxyrhina e o gigante Ptychodus mortoni (que se acredita ter 10 metros de comprimento); e peixes ósseos avançados, incluindo Pachyrhizodus, Enchodus e o maciço Xiphactinus de 5 metros de comprimento, maior do que qualquer peixe ósseo moderno. Outra vida marinha incluía invertebrados como moluscos, amonites, belemnites semelhantes a lulas e plânctons, incluindo cocolitóforos que secretavam as plaquetas calcárias que dão nome ao Cretáceo, foraminíferos e radiolários.
As costas do Mar Interior Ocidental era o lar dos primeiros pássaros, incluindo o Hesperornis, que não voava, que tinha pernas robustas para nadar na água e asas minúsculas usadas para direção marinha em vez de voo; e o Ichthyornis semelhante à andorinha-do-mar, uma ave primitiva com um bico cheio de dentes. Este compartilhou o céu com grandes pterossauros, como Nyctosaurus e Pteranodon. Fósseis de pteranodontes são muito comuns; foi provavelmente um componente importante do ecossistema da superfície, embora tenha sido encontrado apenas na parte sul do mar.
Inoceramidas (moluscos bivalves semelhantes a ostras) foram bem adaptados à vida na lama de fundo pobre em oxigênio do mar. Estes deixaram fósseis abundantes nas formações Kiowa, Greenhorn, Niobrara, Mancos e Pierre. Há uma grande variedade nas conchas e as muitas espécies distintas foram datadas e podem ser usadas para identificar leitos específicos nessas formações rochosas do litoral. Muitas espécies podem caber facilmente na palma da mão, enquanto algumas como Inoceramus (Haploscapha) grandis podem ter mais de um metro de diâmetro. Cardumes inteiros de peixes às vezes buscavam abrigo dentro da concha do gigante Platyceramus.  As conchas do gênero são conhecidas por serem compostas de cristais calcíticos prismáticos que cresceram perpendicularmente à superfície, e os fósseis geralmente mantêm um brilho perolado.